# Vladimir Gojković
Vladimir Gojković (szerb cirill átírással: Владимир Гојковић) (Kotor, 1981. január 29. –) olimpiai ezüstérmes (2004), világbajnok (2005) és Európa-bajnok (2008) montenegrói vízilabdázó. 2012-től a PVK Jadran Herceg Novi vezetőedzője, 2015 óta pedig a montenegrói férfi vízilabda-válogatott szövetségi kapitánya.